# Pyrausta castalis
Pyrausta castalis je druh zavíječe z rodu Pyrausta. Rozšířený je na Balkánském poloostrově, v Itálii, Francii, Španělsku, Turecku. Severní hranice jeho výskytu zasahuje do České republiky, kde se řadí mezi ohrožené druhy. Zaznamenám zde byl na území přírodní památky Krásná stráň.
Rozpětí křídel tohoto druhu zavíječe je okolo 16 milimetrů.

## Zajímavost
Zavíječ Pyrausta castalis se objevil na aršíku nové emise poštovních známek České republiky ze dne 4. září 2013, která nesla název Ochrana přírody: Karlštejnsko - Český kras. Zobrazený je zde společně se dvěma ptáky, včelojedem lesním (Pernis apivorus) a krahujcem obecným (Accipiter nisus) na zoubkovaném kuponu v horní části aršíku.